# Parodiodoxa
Parodiodoxa é um género botânico pertencente à família Brassicaceae.